# Valea Lungă (Dâmbovița)
Valea Lungă é uma comuna romena localizada no distrito de Dâmboviţa, na região de Muntênia. A comuna possui uma área de  km² e sua população era de 5026 habitantes segundo o censo de 2007.